# Konrad von Reischach zu Jungnau
Konrad von Reischach zu Jungnau (? – Gaienhofen, 1417/18. január 16. előtt), katalánul: Conrad de Reischach zu Jugnau, görögül: Κόνρατ του Ράισαχ του Γιούνγκναου, Mallorca címzetes királynőjének és Achaja címzetes uralkodó hercegnőjének a férje, német lovag, Ehingen és Schelklingen zálogtulajdonos ura (1385), Achalm várura (1409). A felesége révén I. Johanna nápolyi királynő sógora. A Reischach család tagja.

## Élete

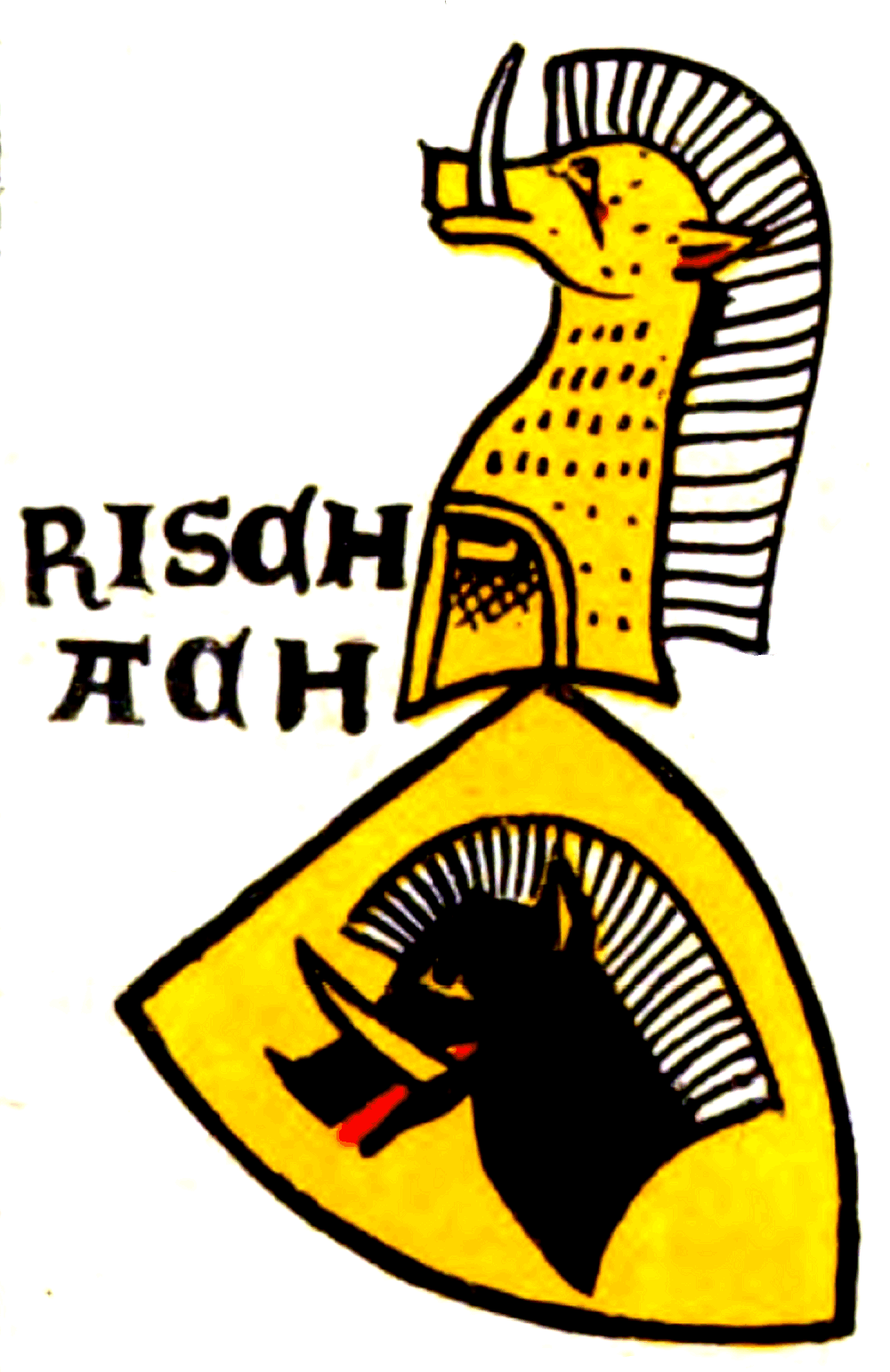
A Reischach család címere

A német főnemesi család, a Reischach család tagja. Itáliában harcolt katonai parancsnokként 1373-ban. Ekkor ismerte meg  az Észak-Itáliában uralkodó és 1372-ben elhunyt II. (Palaiologosz) János montferrat őrgróf özvegyét, az öt gyermekes I. (Aragóniai) Izabella (Erzsébet) (1338–1404) címzetes mallorcai királynőt, I. Johanna nápolyi királynő sógornőjét, aki 1375-ben örökölte meg a királyi címet a bátyjától, IV. Jakab mallorcai királytól, és akit Konrad 1375-ben vagy 1376-ban titokban feleségül vett. A házasságukból legalább egy fiú született, Mihály (1375/6 után–1417/18).
Konrad 1378-tól IV. (Luxemburgi) Vencel német és cseh király prágai udvarában, valamint VII. Kelemen avignoni (ellen)pápánál teljesített szolgálatot.
1379-ben megegyezést hozott létre III. Lipót osztrák herceg, valamint a felesége sógornőjének, I. Johanna nápolyi királynőnek az örököse, I. (Anjou) Lajos között.
Izabellával később külön éltek, és Konrad 1385-ben a házasságukból született fiukkal visszatért Svábföldre, de hivatalosan sohasem váltak el. Konrádnak a házasságon kívüli kapcsolatából született még egy lánya, Anna von Reischach, aki apáca lett és egy másik fia, Albrecht von Reischach, aki Inneringen (ma Hettingen része) egyházi vezetője volt 1431-től 1437-ig.
Konradot az Izabellával kötött házasságából született fiával, Mihállyal együtt gyilkolta meg a gaienhofeni várukban 1417-ben vagy 1418. január 16. előtt Heinrich von Randeck és Hans von Stuben.

## Gyermekei
- Feleségétől, I. (Aragóniai) Izabella (Erzsébet) (1338–1404) címzetes mallorcai királynőtől, legalább 1 gyermek:
  - Mihály (1375/6 után–1417/18), apjával együtt meggyilkolták a gaienhofeni várukban
- Házasságon kívüli kapcsolatából született gyermekei ismeretlen nevű és származású ágyasától, 2 gyermek:[1]
  - Anna von Reischach, apáca
  - Albrecht von Reischach, Inneringen (ma Hettingen része) egyházi vezetője 1431-től 1437-ig.